# Cầu Rio-Niterói
Cầu Tổng thống Costa e Silva, thường gọi là cầu Rio-Niterói, là một cây cầu theo kiểu thiết kế rầm hộp ở Vịnh Guanabara, Rio de Janeiro, Brazil. Cầu Rio-Nite rói nối thành phố Rio de Janeiro với thành phố tự trị Niterói. Hiện tại, đây là cây cầu bê tông dự ứng lực dài nhất ở Nam bán cầu, và dài thứ sáu trên toàn thế giới. Từ lúc xây dựng cho đến năm 1985, Rio-Niterói là cầu dài thứ hai thế giới, chỉ đứng sau Cầu cao tốc Hồ Pontchartrain.

## Lịch sử
Ý tưởng nối liền hai thành phố bị chia cắt bởi Vịnh Guanabara đã có từ năm 1875. Vào thời đó, người ta muốn đi từ thành phố này sang thành phố kia phải đi theo đường trên đất liền dài hơn 100 km, qua thành phố Mage. Cũng vào lúc đó, ý tưởng về một cây cầu, sau đó nữa là một đường hầm, đã được bàn tới.
Tuy nhiên, đến năm 1963, một nhóm hoạt động mới đề ra kế hoạch xây dựng con đường vượt vịnh biển. Vào ngày 29 tháng 12 năm 1965, một ủy ban quản trị đã được thành lập để tiến hành những công đoạn cuối cùng của bản kế hoạch.
Tổng thống Costa e Silva ký tên vào bản thông qua kế hoạch vào ngày 23 tháng tám 1968, cho phép dự án hoạt động. Cầu Rio-Niterói được thiết kế bởi Mario Andreazza, sau này là Bộ trưởng bộ Giao thông Vận tải.
Công trình được khởi công tượng trưng vào ngày 23 tháng tám, 1968, với sự hiện diện của Nữ hoàng Elizabeth II của Vương quốc Anh và Prince Philip, Công tườc của Edinburgh, trong lần đầu tiên họ đến Brazil. Công trình thực sự khởi công vào tháng một, 1969, và cầu được thông xe ngày 4 tháng ba, 1974.
Tên chính thức của cầu là "Cầu Tổng thống Costa e Silva", để tôn vinh vị tổng thống Brazil đã yêu cầu thực hiện công trình. "Rio-Niterói" là một cái tên tượng trưng, mà sau đó được nhiều người biết đến hơn cả tên chính thức. Ngày nay, ít người nói đến cây cầu mà dùng tên chính thức.
Rio-Niterói dài 13.290 m, gồm 8,836 m trên mặt nước và nhịp chính cầu cao 72 m trên mực nước, cho phép hàng trăm tàu hàng, tàu khách ra vào vịnh mỗi tháng. Trong một ngày có đến 140.000 lượt xe qua cầu.
Cầu Rio-Niterói là một phần của đường cao tốc liên bang BR-101.

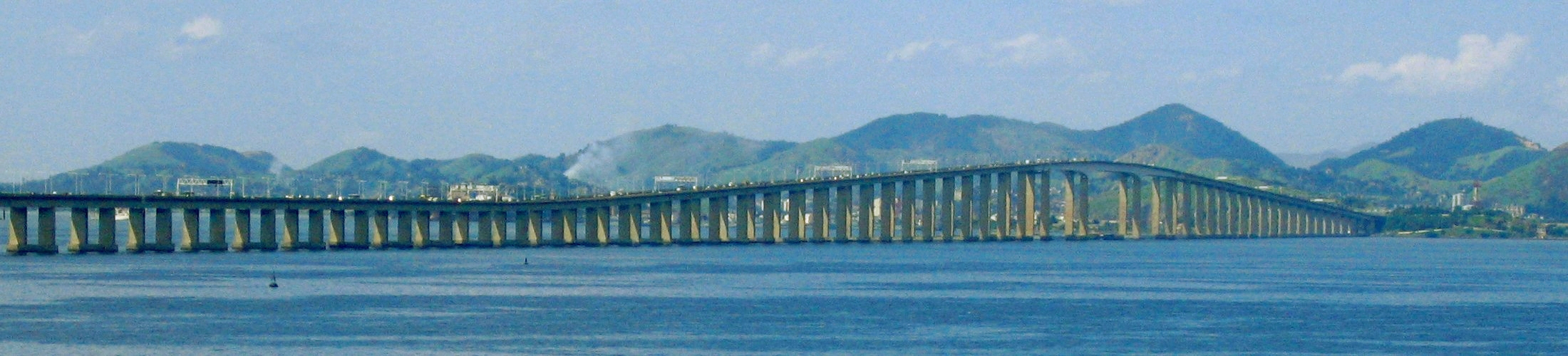
Cầu Rio-Niterói năm 2005